# Jean-Baptiste Carpeaux
Jean-Baptiste Carpeaux (Valenciennes, 11 de mayo de 1827 - Courbevoie, 12 de octubre de 1875) fue un pintor y escultor francés, activo durante el Segundo Imperio bajo el reinado de Napoleón III.

## Biografía
Jean-Baptiste Carpeaux nació en el seno de una modesta familia de trabajadores en Valenciennes, ciudad del Norte de Francia. Su casa natal se sitúa en el número 53 de la rue Delsaux. Desde temprana edad muestra interés por el dibujo y la escultura, en contra de los deseos de su padre. Con nueve años empieza a frecuentar la Academia de la ciudad, donde recibió lecciones de escultura de René Fache y de arquitectura de Jean-Baptiste Bernard. En 1838 se traslada junto a su familia a París, adquiriendo su primera formación en dibujo y modelado en la Petite École.
En 1844 ingresó en la Escuela de Bellas Artes de París en el estudio de François Rude, figura destacada del romanticismo. Los temas como la mitología o las Sagradas Escrituras apenas lo inspiran, y después de varios intentos infructuosos optó por cambiar el taller de Rude por el del escultor Francisque Duret. Mientras realizaba sus estudios en la Escuela de Bellas Artes conoció a Jean-Baptiste Foucart, quien tiempo después se convertiría en su mentor que lo acompañaría durante toda la vida.
Carpeaux debutó en el Salón de París en 1853 exhibiendo La sumisión de Abd-el-Kader al emperador, un bajorrelieve en yeso que no llamó mucho la atención. Carpeaux era un ferviente admirador de Napoleón III y lo siguió de ciudad en ciudad durante el viaje oficial de Napoleón por el norte de Francia. Tras múltiples intentos para hablar con él, finalmente logró organizar un encuentro cara a cara en Amiens, donde logró convencer a Napoleón para que le encargara una estatua de mármol que sería realizada por Charles-Romain Capellaro.
En septiembre de 1854 ganó el Premio de Roma con su Héctor implorando a los dioses a favor de su hijo Astyanax. Su llegada a la capital italiana se pospone un año, instalándose en la Villa Médici en enero de 1856. Allí estudió a los grandes maestros del Renacimiento como Rafael, Donatello, Verrocchio y, especialmente, Miguel Ángel. En Italia saca su gusto por el movimiento y la espontaneidad, que él más tarde unió con los grandes principios del arte barroco. Durante su estancia en Roma, esculpió tres obras que fueron enviadas a Francia: el Pequeño malhumorado, el Pescador de la concha y Ugolino rodeado por sus cuatro hijos. Carpeaux permaneció en Italia hasta 1861.
En 1861 retorna a su ciudad natal, realizando la Bacante con rosas mientras vivía con su amigo Paul Foucartun, al cual en forma de agradecimiento esculpió un busto de su hija, llamada Anne; sus fracciones fueron empleadas más adelante por Carpeaux para adornar la fachada de la Ópera de París. Al año siguiente regresa a la capital francesa, donde fue presentado a la corte imperial por su amigo y mecenas, Eugène d'Halwin de Piennes, que pronto sería chambelán de la emperatriz. Carpeaux pasó a ser el retratista no oficial de la corte, esculpiendo en ese mismo año el Busto de la Princesa Matilde y obteniendo varios encargos de Napoleón III. Participó en la decoración exterior del Pavillon de Flore de las Tullerías (El Triunfo de Flore) y la Ópera Garnier (La Danza). Este último fue criticado como una ofensa a la decencia y el original se expone en el Museo de Orsay. 
En 1864, el artista dio lecciones de dibujo y modelado al príncipe Luis Napoleón Bonaparte (1856-1879), único hijo de Napoleón III y Eugenia de Montijo. Posteriormente obtiene el retrato del heredero de la dinastía y realiza dos obras, una escultura que representa al joven príncipe junto a su perro Néro y un busto por encargo de la Emperatriz. El escultor hizo muy rápidamente reducciones de la misma, cuyos derechos fueron comprados por la casa imperial en 1869. Objeto de propaganda, la efigie tuvo un éxito considerable, tanto que Jean-Baptiste Carpeaux realizó una variante en bronce plateado en 1868, sin el perro, destinado al ayuntamiento de París, destruido en el incendio de 1871.
Carpeaux establece un taller en Auteuil donde replica en yeso, terracota o mármol sus obras más conocidas, para venderlas y comerciarlas. Colaboró con el arquitecto Gabriel Davioud para su última obra, la Fontaine des Quatre-Parties-du-Monde en los Jardines de Luxemburgo. Antes de su muerte, llegó a realizar el globo terrestre, apoyado por las cuatro figuras de Asia, Europa, América y África, que representan los cuatro puntos cardinales y los cuatro grandes continentes del planeta.

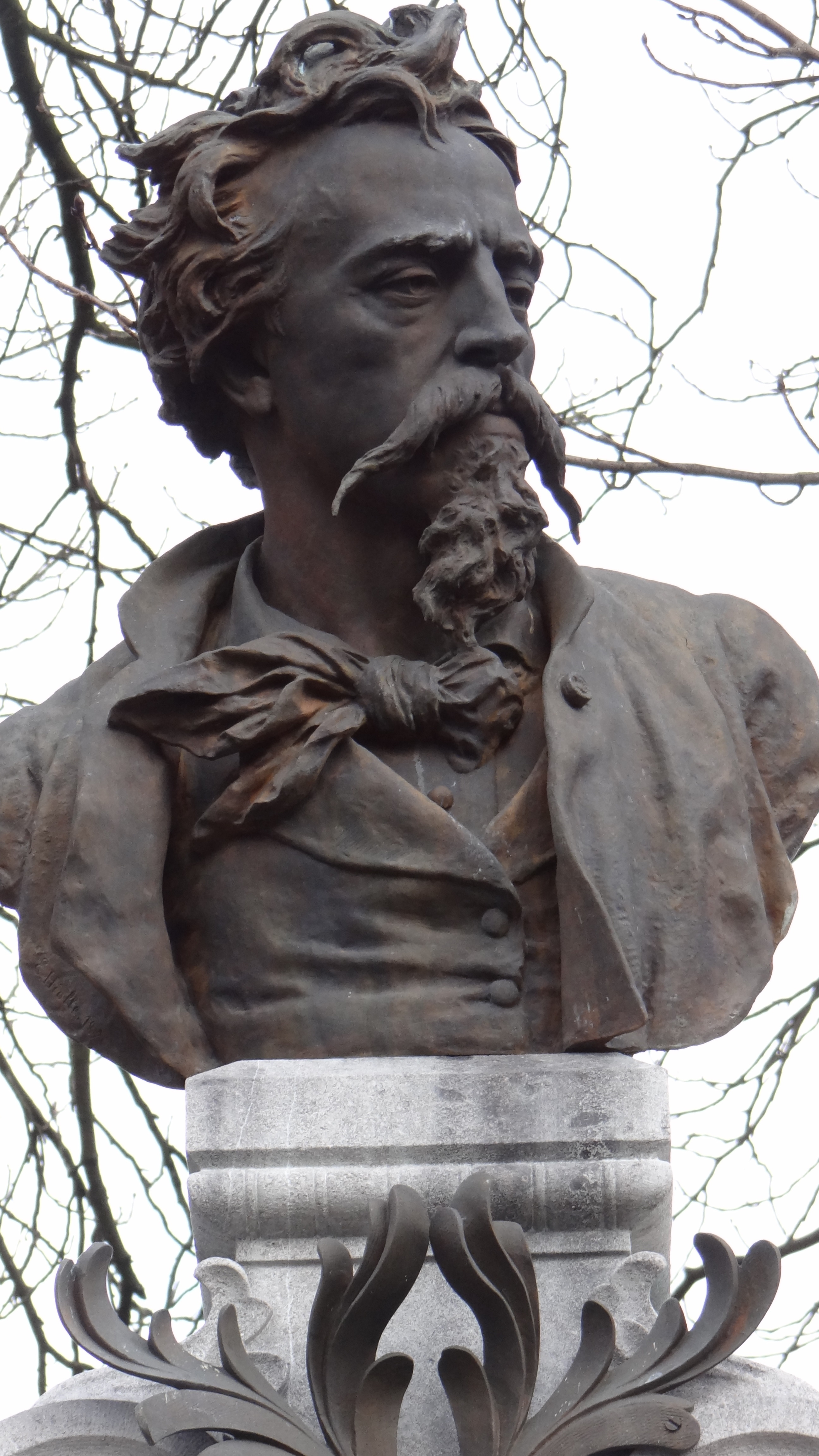
Busto de Jean-Baptiste Carpeaux en el cementerio de Saint-Roch, obra de Ernest Hiolle.

La guerra franco-prusiana de 1870 y la Comuna de París interrumpieron la obra del artista, que no entregó la maqueta hasta 1872. Las críticas del Salón se desataron contra el grupo escultórico: «cuatro mujeres desnudas, desgarbadas, desconcertadas y furiosas bajo un gran globo que no soportan. Este estilo desaliñado es decididamente intolerable en obras destinadas al aire libre». El bronce fue fundido en 1874, sin tener en cuenta el deseo de Carpeaux de barnizar las figuras para evocar el color de piel de cada una de las alegorías. Tras su muerte, Emmanuel Frémiet completó la fuente agregando ocho caballos, tortugas y delfines saltando en la base del estanque.
Los últimos años de su vida fueron oscuros. La guerra y la derrota de 1870 hicieron menguar los pedidos. Al mismo tiempo, Carpeaux desarrolló unos celos patológicos de su esposa que llevaron a la separación de la pareja en 1874. Bajo la influencia de sus padres y falto de dinero, abandonó la dirección de su taller y se mudó a Courbevoie, donde falleció el 12 de octubre de 1875 a la edad de 48 años, a consecuencia de un cáncer de vejiga.
Su funeral tuvo lugar en la iglesia de Courbevoie dos días después, ante la presencia de más de 2.000 personas. Enterrado bajo una bóveda temporal en el antiguo cementerio de Courbevoie, sus restos fueron transportados a finales de noviembre del mismo año al cementerio de Saint-Roch de Valenciennes, donde descansa desde entonces.
Sus obras están expuestas en varios museos de grandes ciudades francesas como París o Lyon, así como en el Museo de Bellas Artes de Valenciennes y en otros países como Estados Unidos, Dinamarca o Portugal. En España, el Museo Lázaro Galdiano conserva un selecto conjunto de estatuillas en bronce a partir de sus composiciones de la Emperatriz Eugenia de Montijo, de la célebre escultura de su hijo Eugenio Luis Bonaparte a la edad de 10 años y dos alegorías del verano y el otoño. También se exhibe una terracota Retrato de un niño.

## Obras destacadas

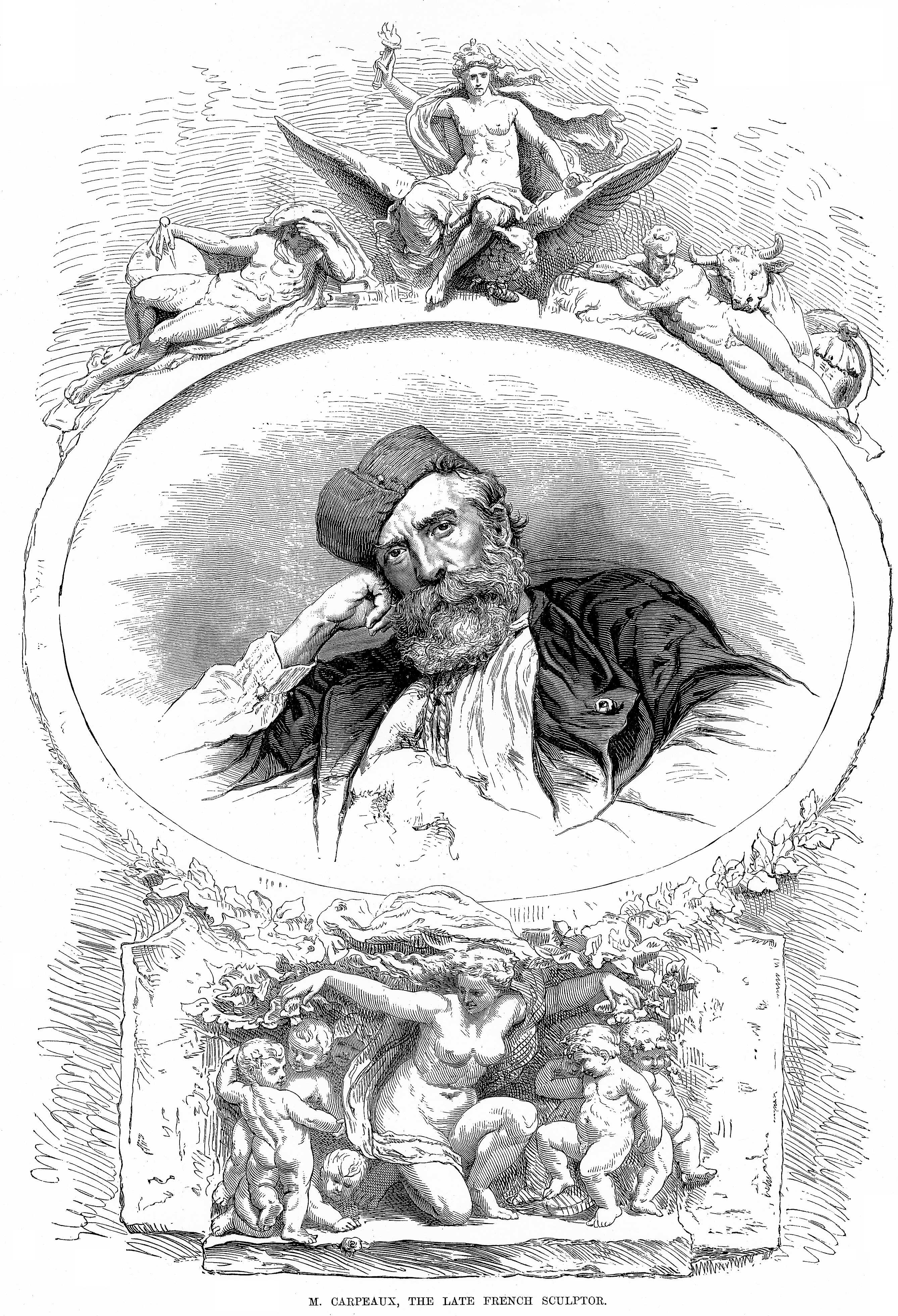
Retrato de Jean-Baptiste Carpeaux.

- Ugolino y sus hijos (1861; Museo Metropolitano de Arte), con versiones en otros museos, incluido el Museo de Orsay y el Petit Palais en París.[4]
- El Pescador de la concha (1858, Petit Palais), con varias versiones expuestas en Cambrai, San Francisco y Washington.[5]
- Monumento a Antoine Watteau (1863-1864, Valenciennes), con una versión en yeso expuesta en el Museo de Bellas Artes de Lyon.
- La Danza (1869; Ópera Garnier), con dos versiones en yeso y en piedra expuestas en el Museo de Orsay. El grupo escultórico se divide en tres figuras principales, de la que se han hecho múltiples versiones y copias:
  - L’Amour à la folie (1869, Museo Soumaya), escultura que representa a Cupido con un títere en la mano, ilustrando como el amor incita a la locura. Se localiza a los pies del Génie de la Danse.
  - Génie de la Danse (1872, Museo Soumaya), escultura que se enfoca en el clímax de este baile y se ha interpretado como una alegoría a la locura de un poeta inspirado.
  - Las tres Gracias (1874, Museo Soumaya), escultura que representa a Aglaya, Eufrosine y Talia, hijas de Zeus y de la ninfa Eurinome, portadoras de buenaventura y paz a los mortales.
- Las cuatro partes del mundo (1868-1872, Jardines de Luxemburgo), grupo escultórico en la Fuente del Observatorio (1867-1874), ubicada en los jardines del Palacio del Luxemburgo.

Obras de Jean-Baptiste Carpeaux
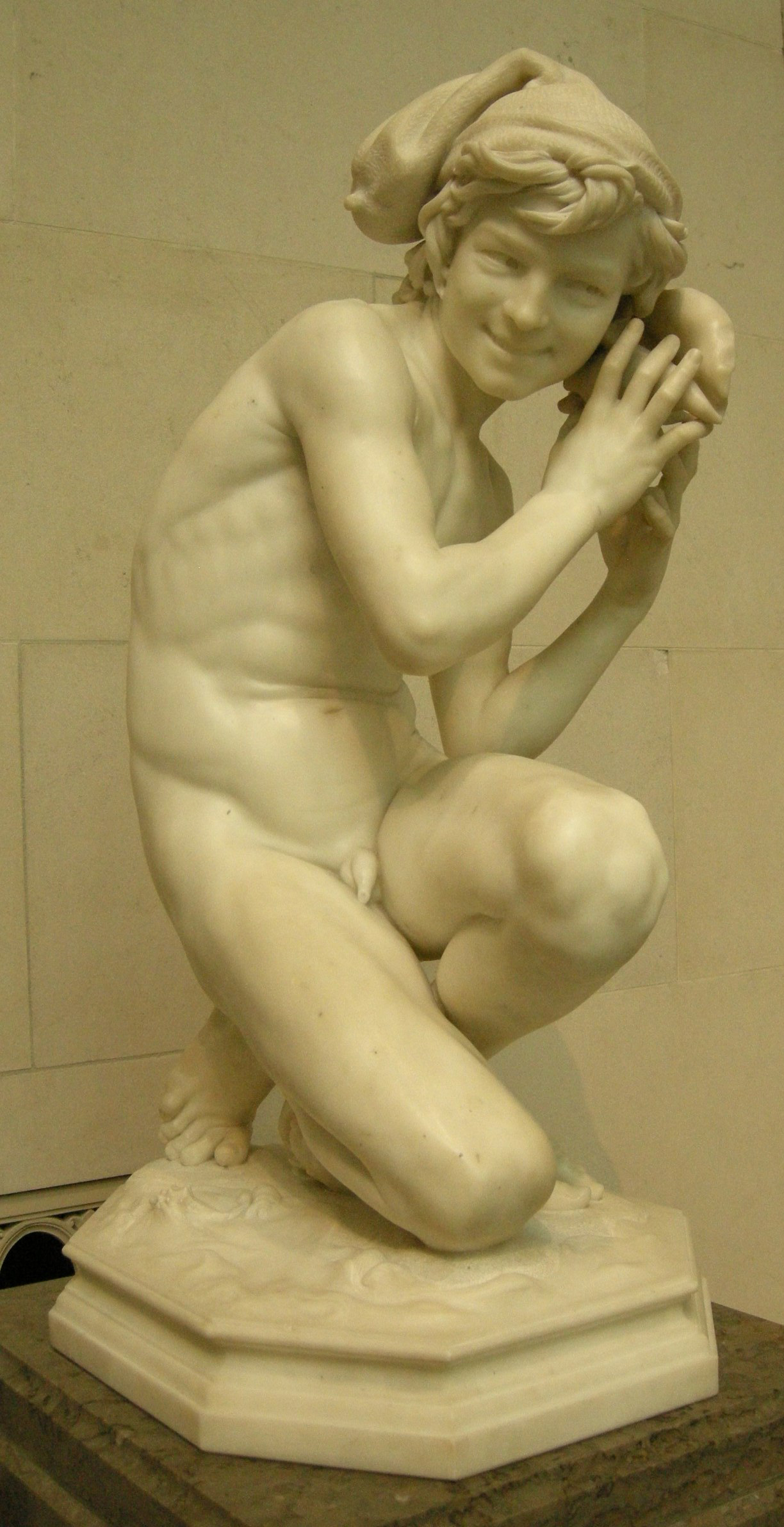
Pêcheur à la coquille (1861), mármol, Washington, National Gallery of Art.
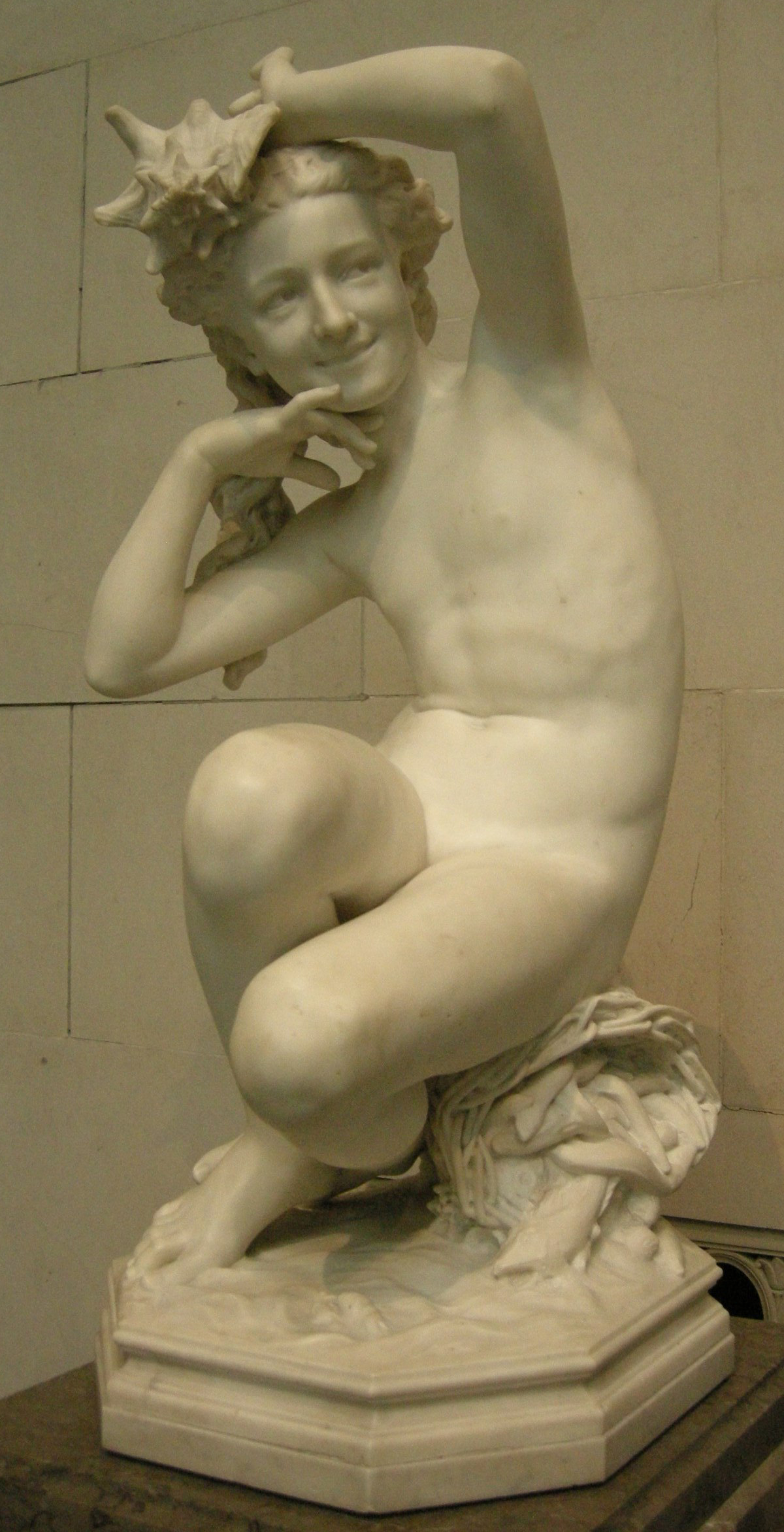
La Jeune Fille à la coquille (1863-1867), mármol, Washington, National Gallery of Art.
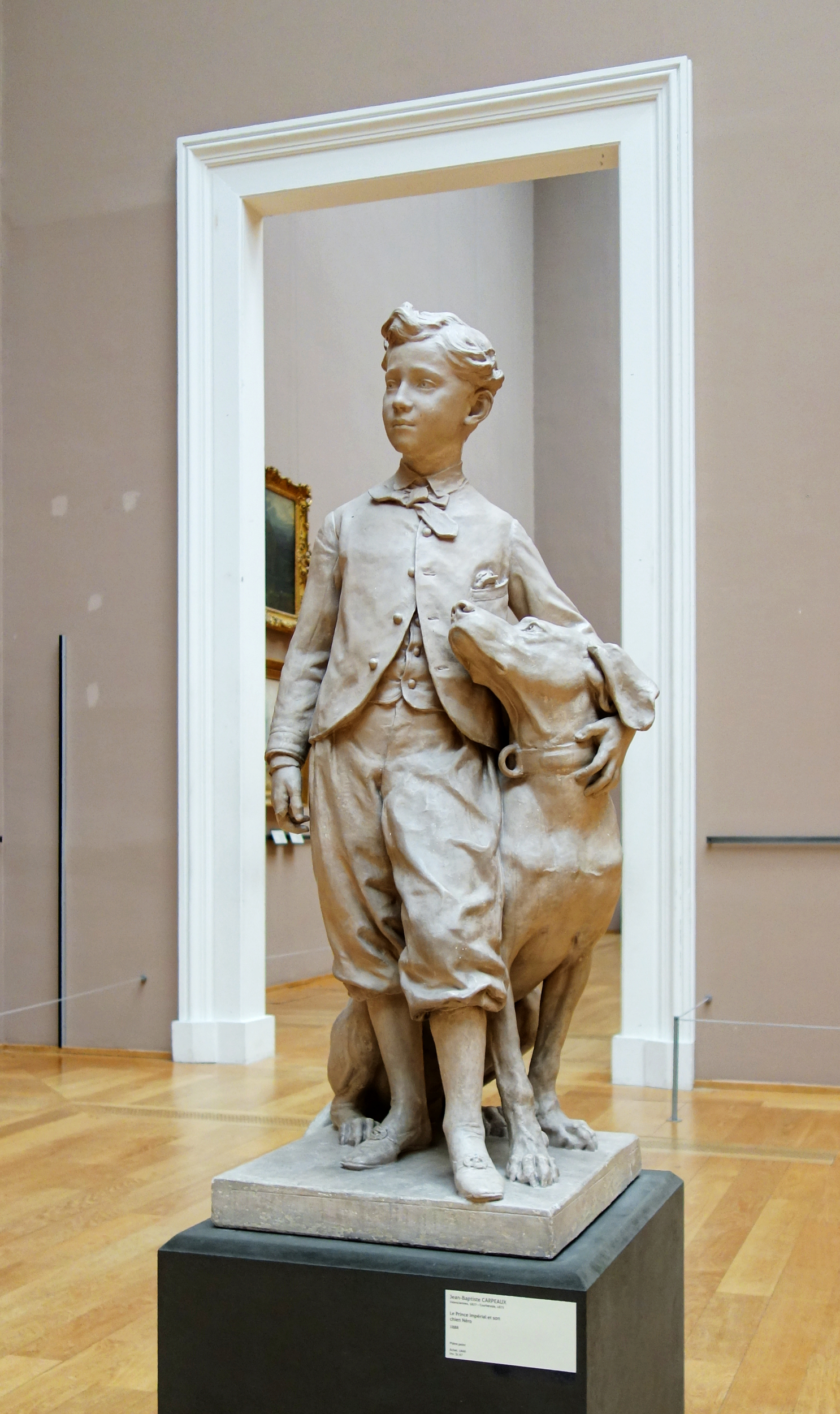
Napoléon, Prince Imperial, et son chien Néro (1865), yeso degradado, Lille, Museo de Bellas Artes.
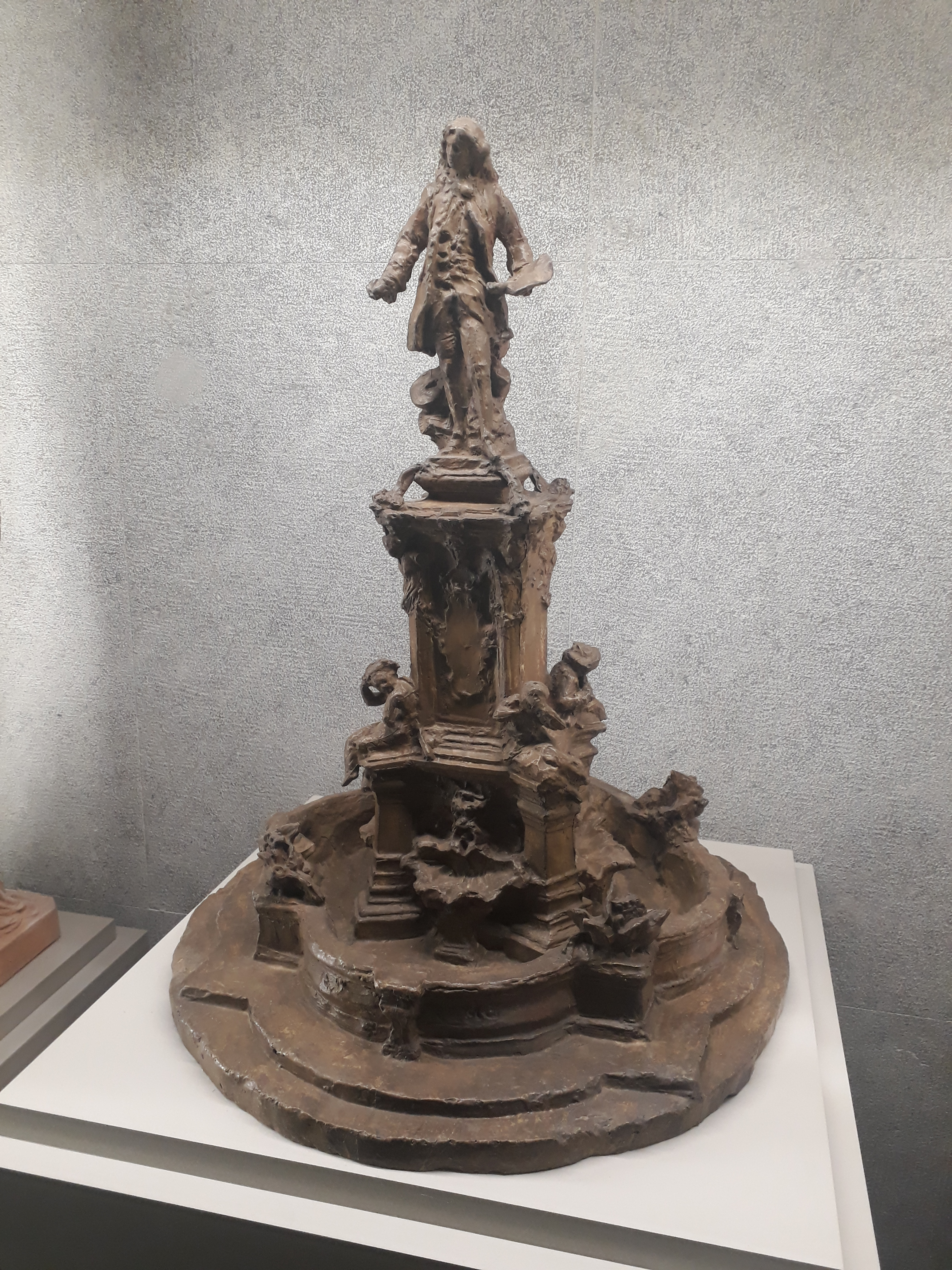
Fontaine de Watteau (c. 1869-1872), yeso degradado, Lyon, Museo de Bellas Artes.
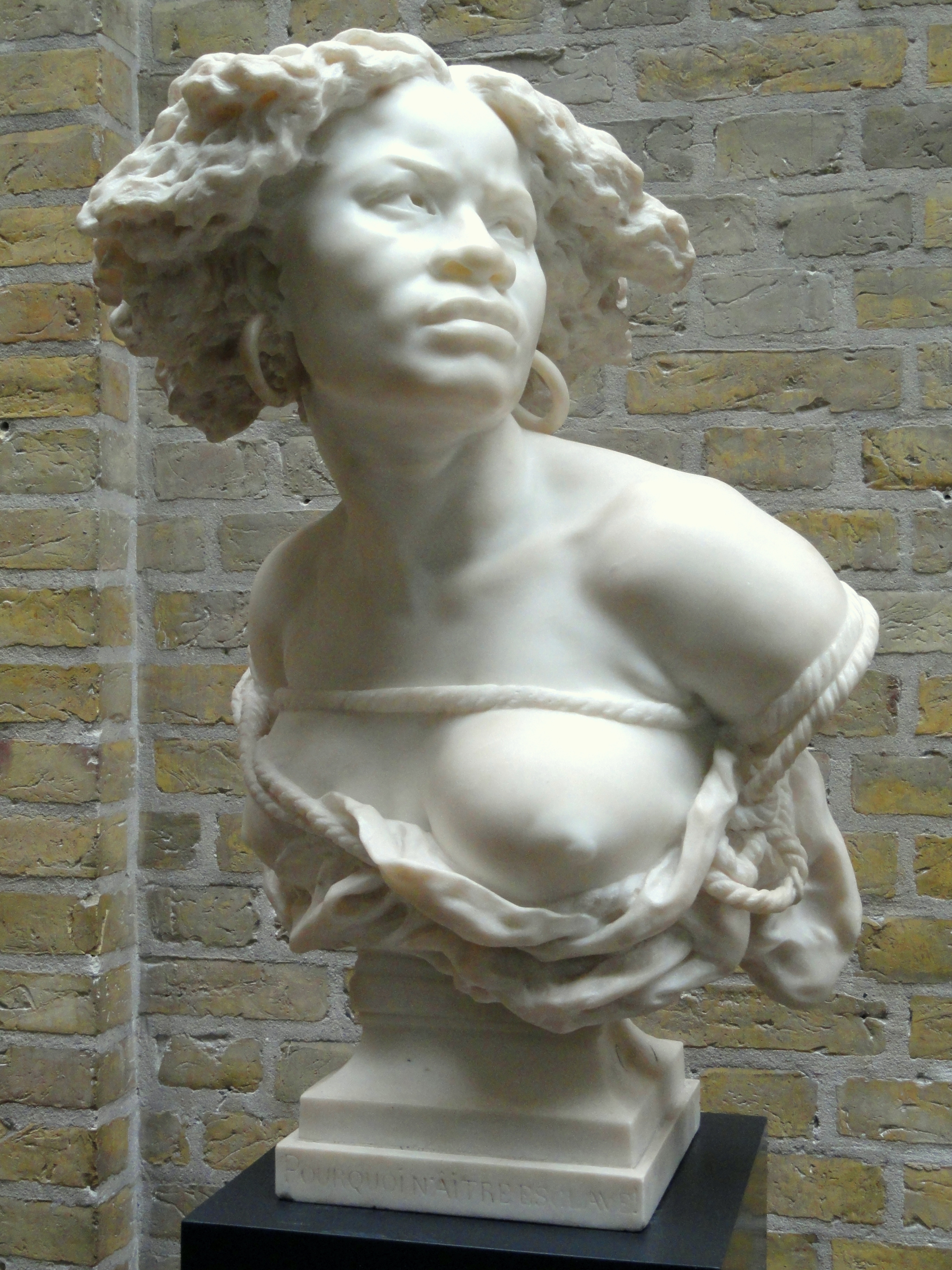
Pourquoi naître esclave ? (1869), mármol, Copenhague, Ny Carlsberg Glyptotek.
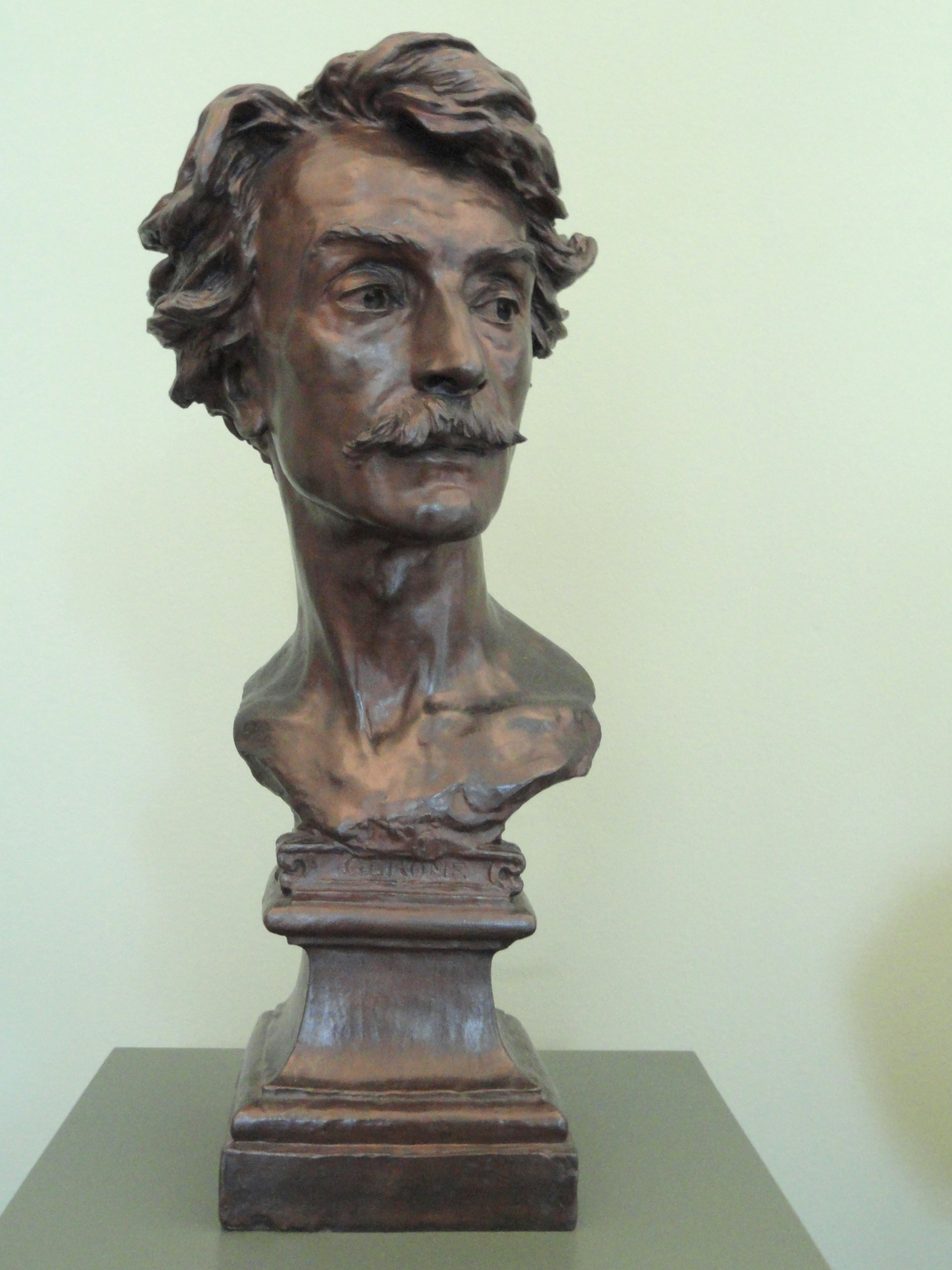
Buste de Jean-Léon Gérôme (1871), yeso degradado, Copenhague, Ny Carlsberg Glyptotek.
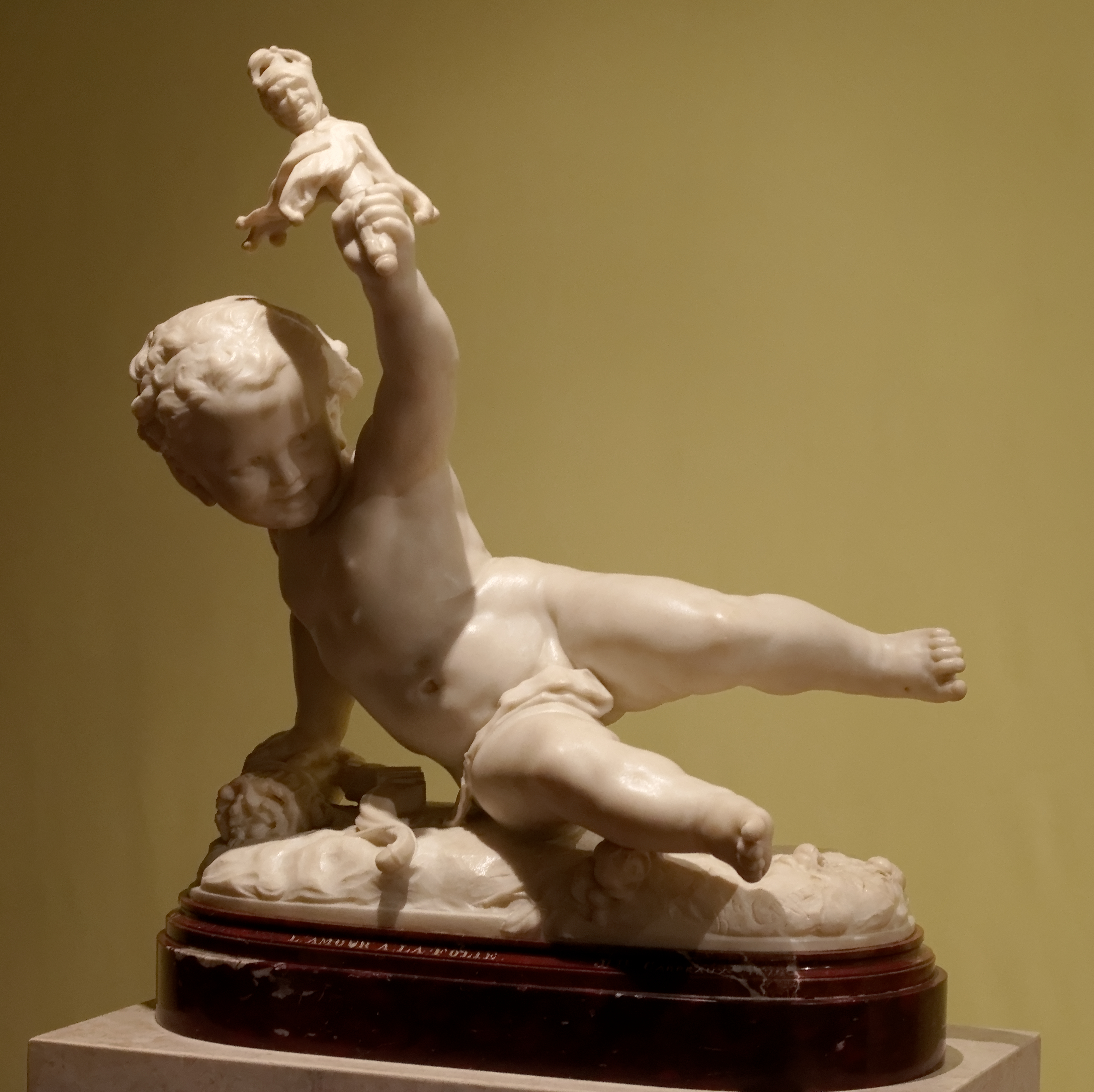
L’Amour à la folie (1872), mármol, Lisboa, Museo Calouste Gulbenkian.
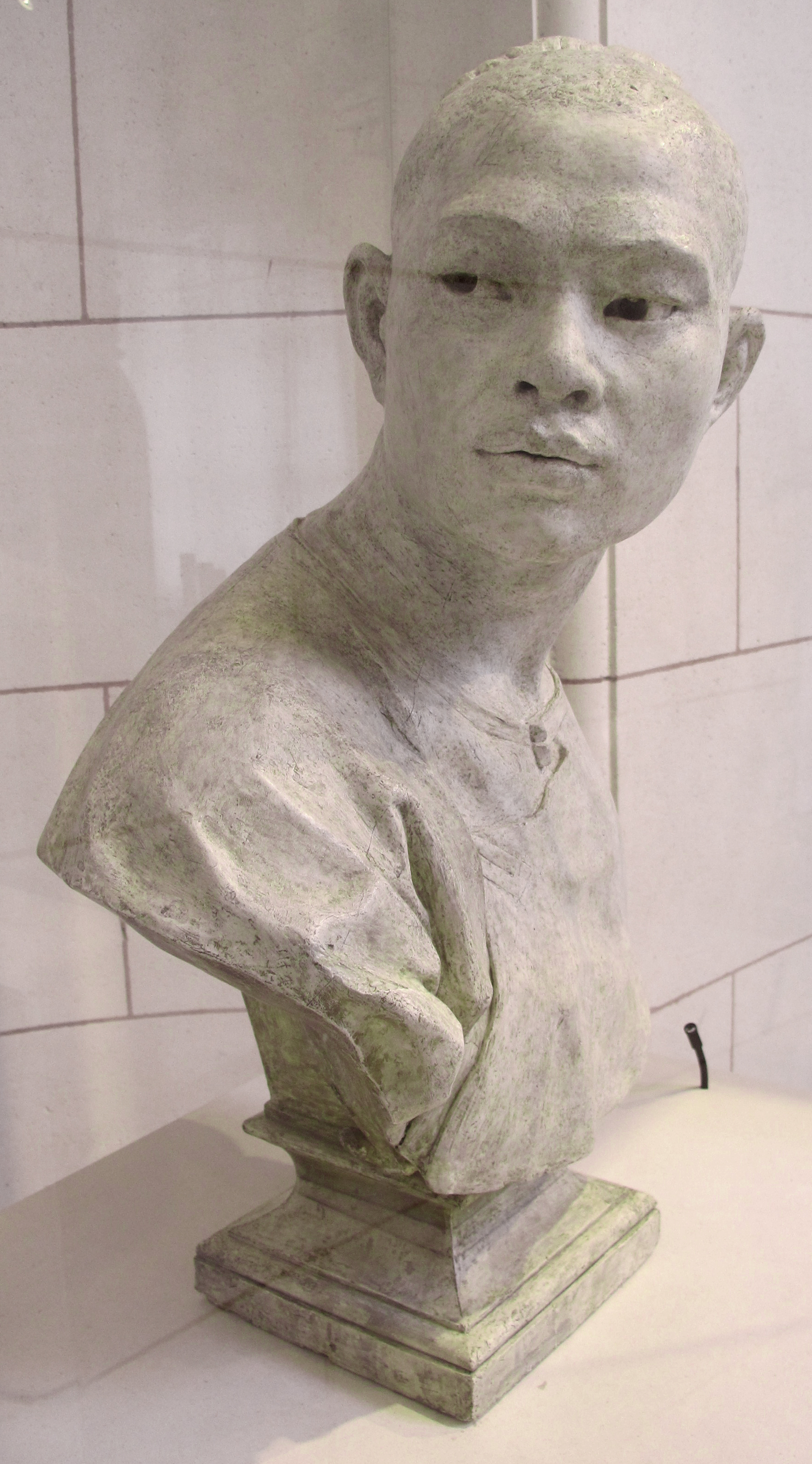
Le Chinois (1872), yeso degradado, París, Petit Palais.
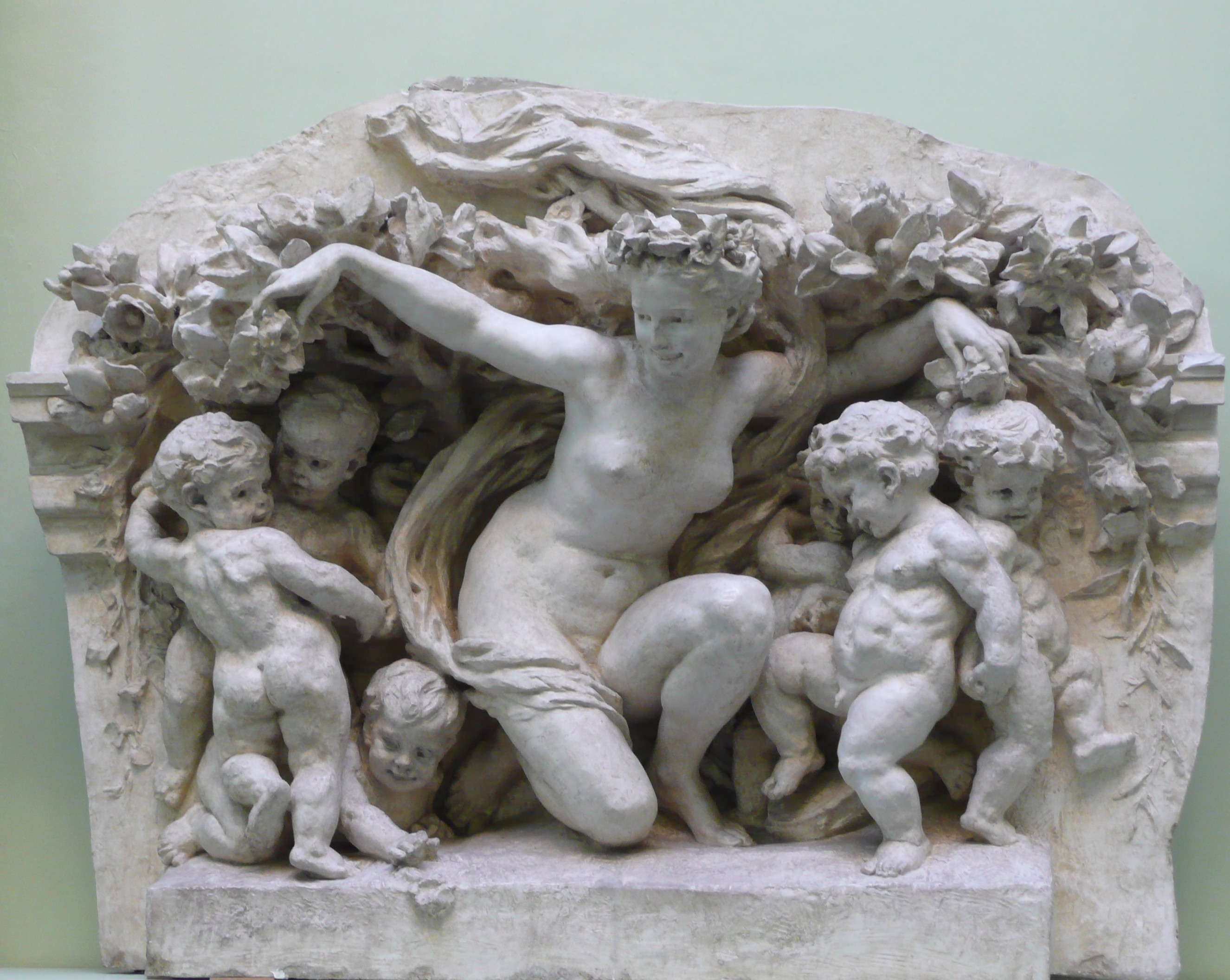
Triomphe de Flore (1873), yeso, Museo de Bellas Artes de Niza.
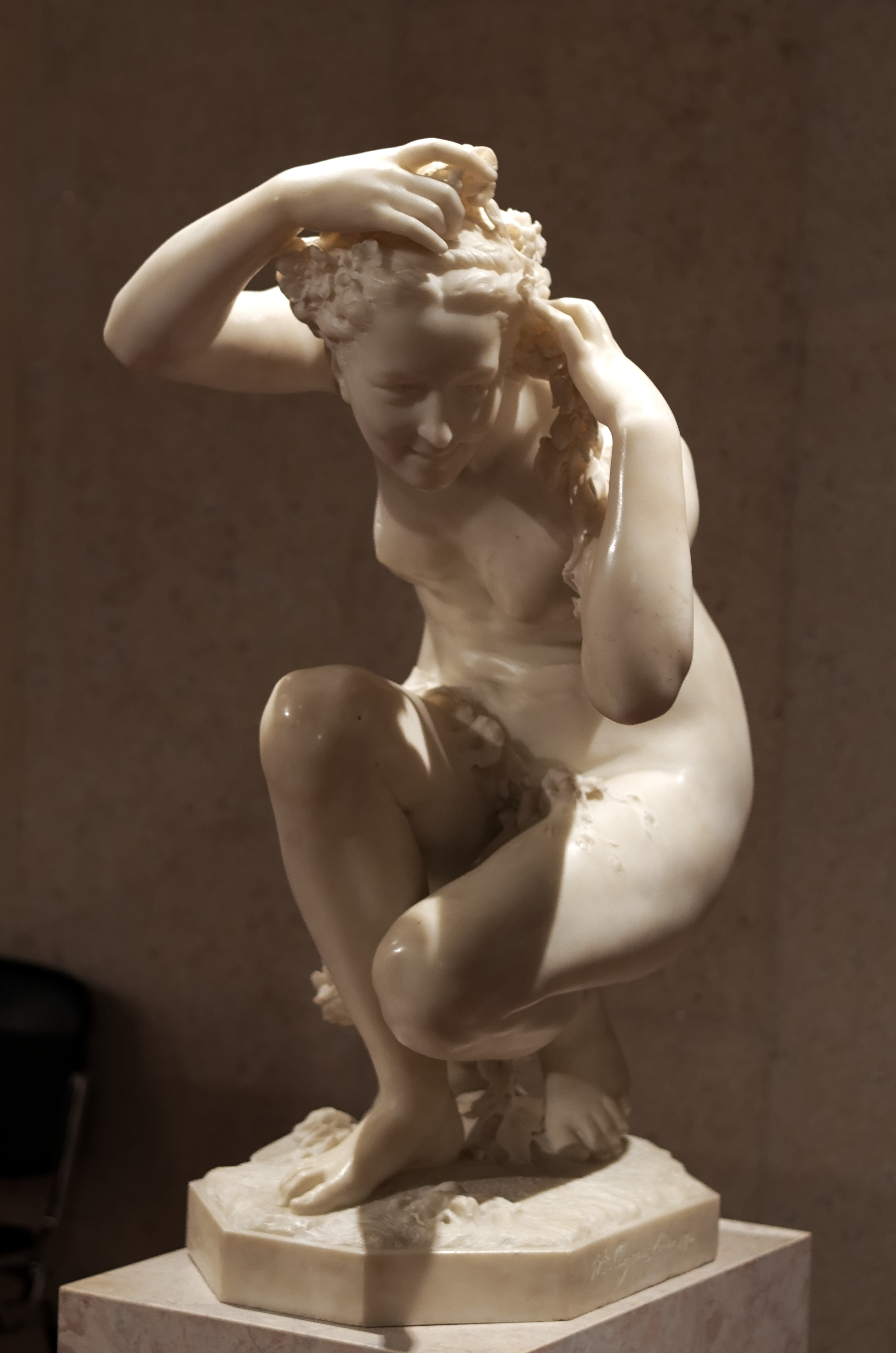
Flore (1873), mármol, Lisboa, Museo Calouste Gulbenkian.
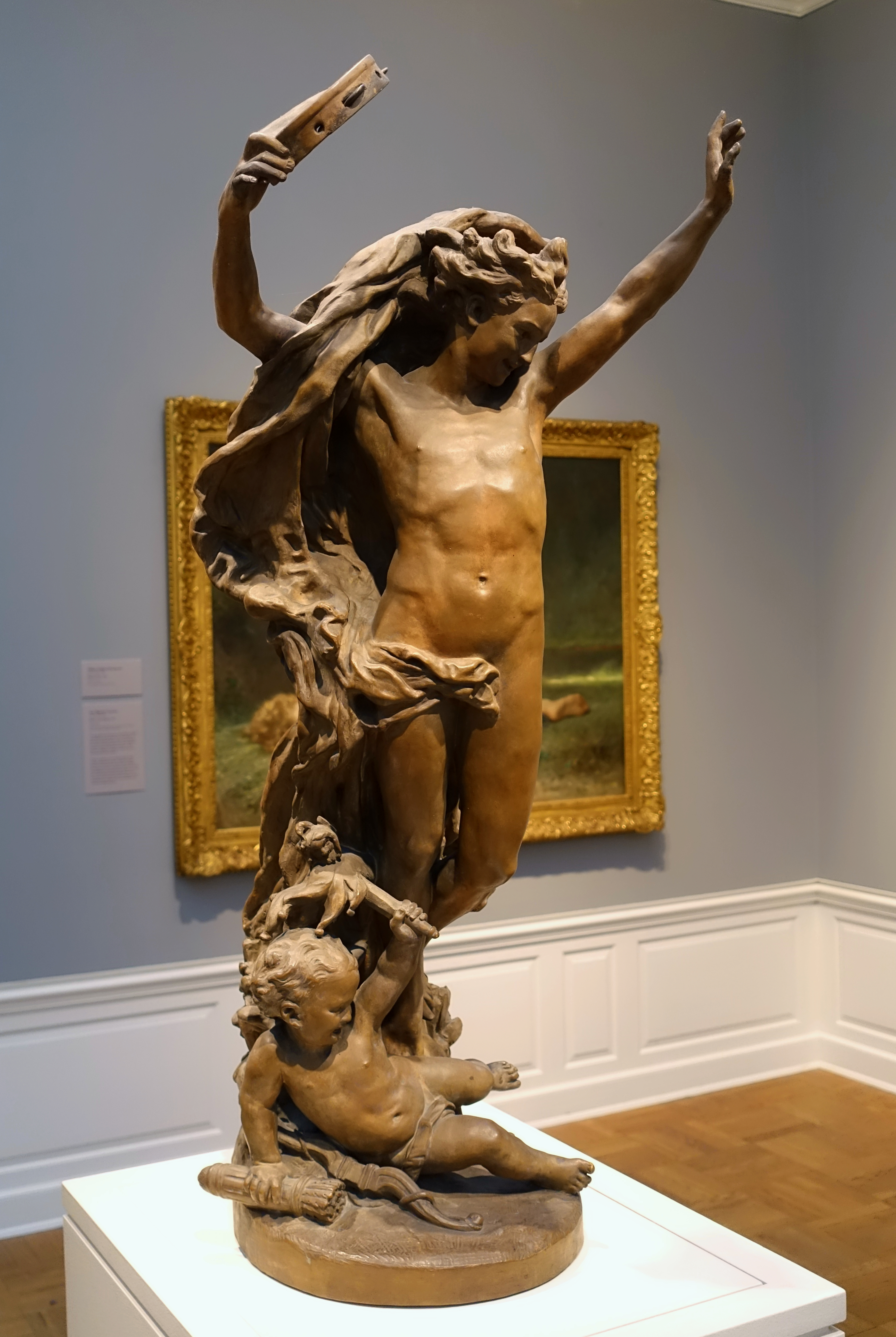
Le Génie de la Danse (1873), terracota, Portland Art Museum.
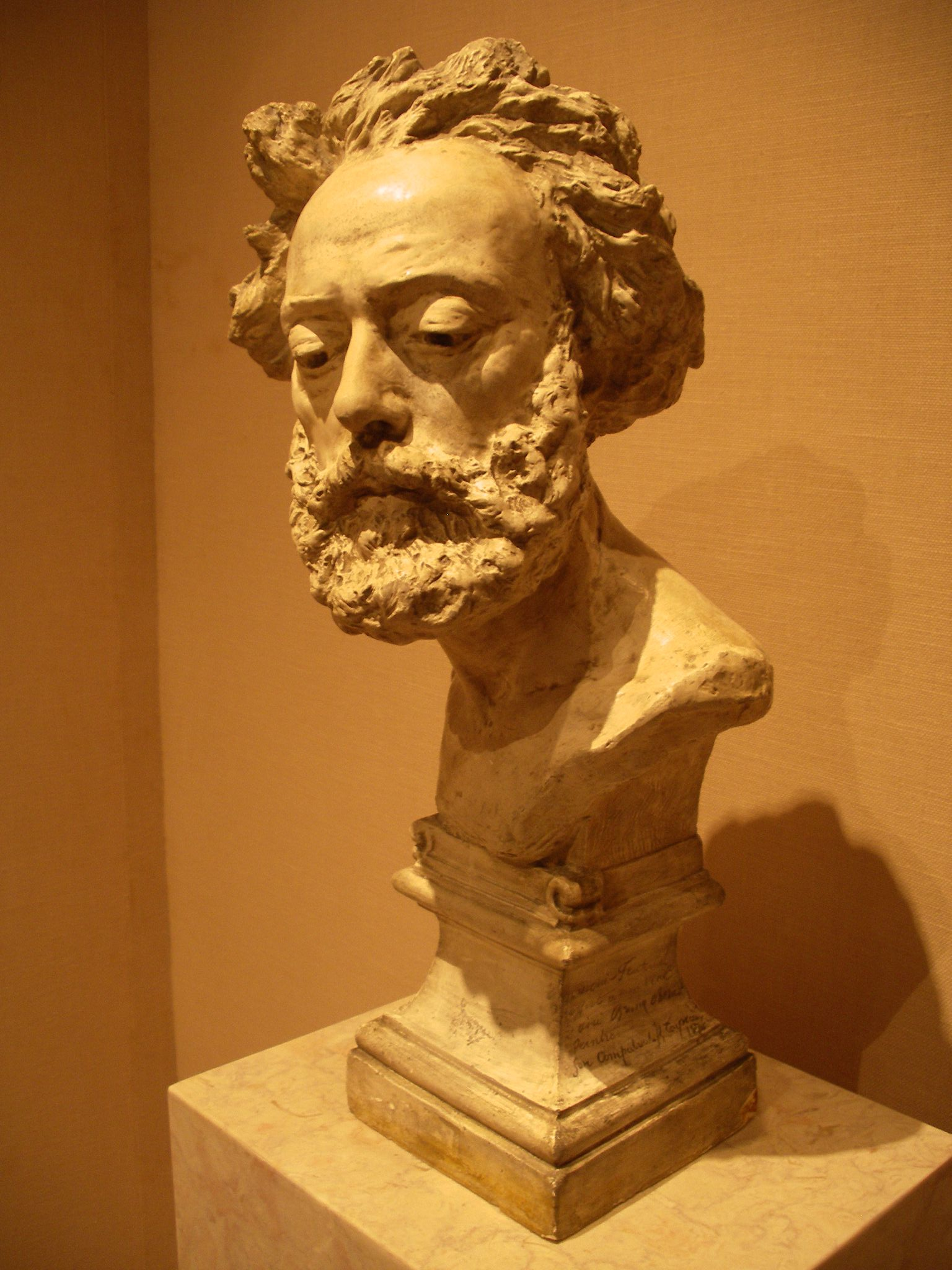
Buste de Bruno Chérier (1874), yeso, Lisboa, Museo Calouste Gulbenkian.
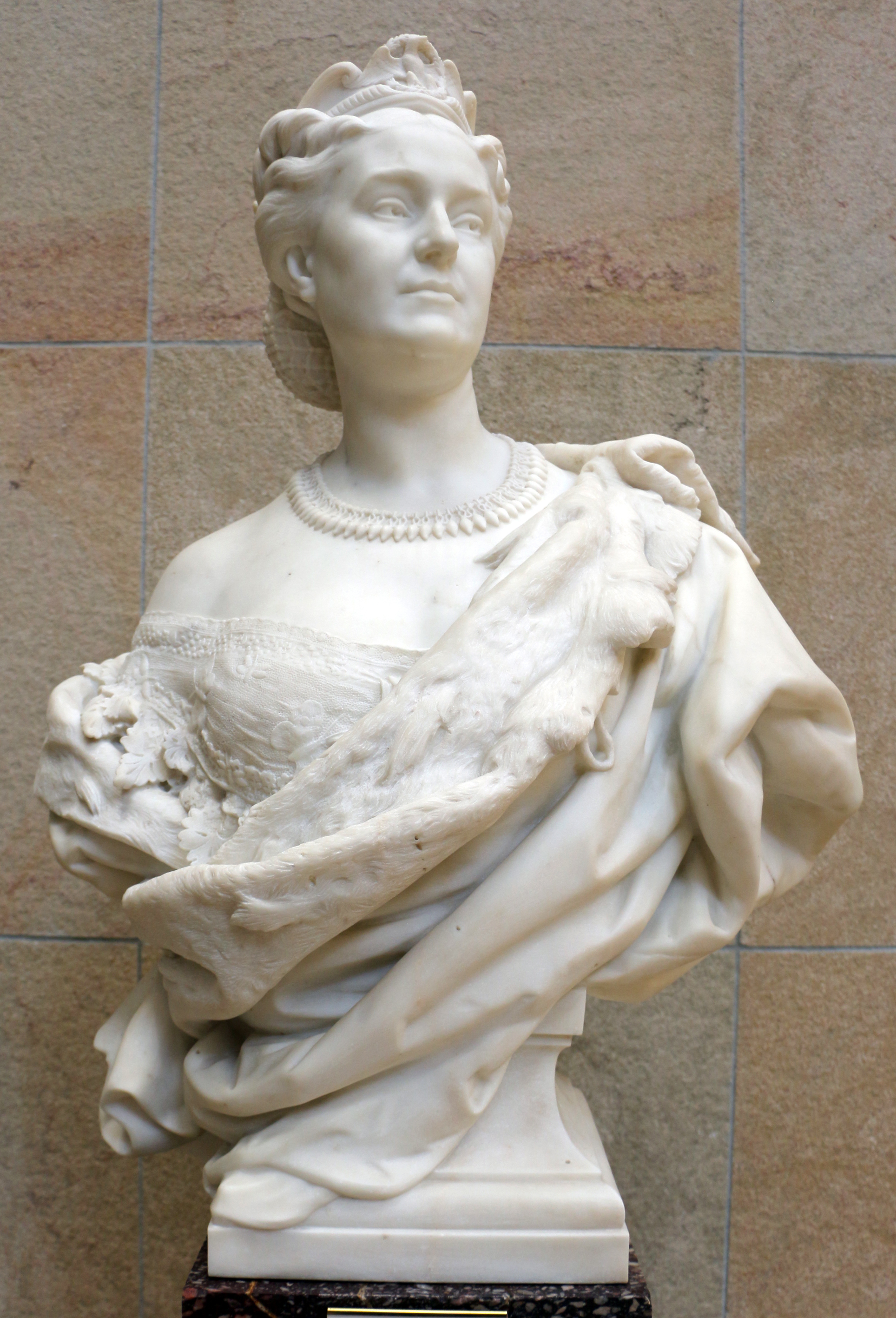
La Princese Matilde (1866), mármol, París, Museo de Orsay.
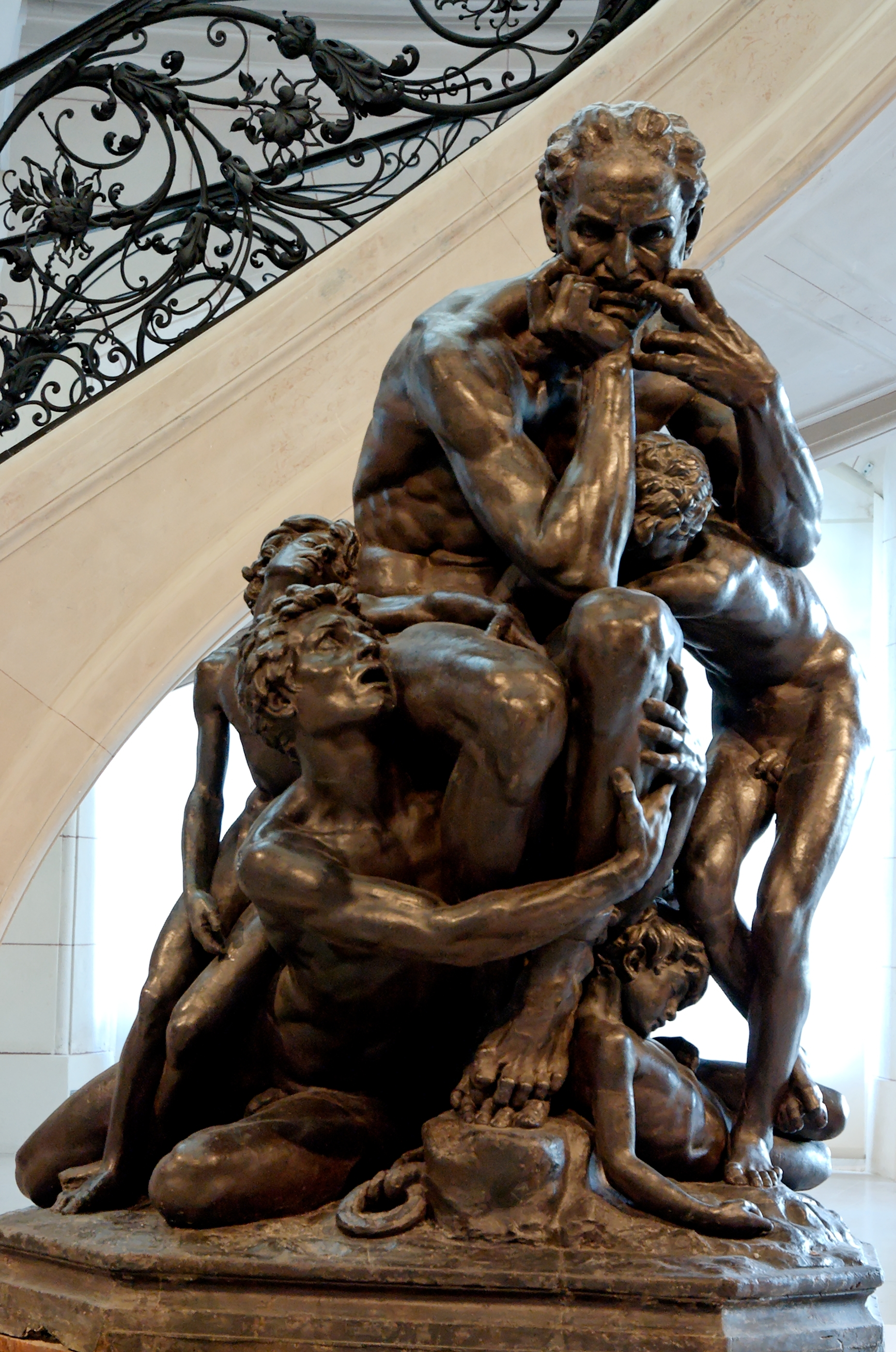
Ugolin et ses fils (1860), yeso degradado, París, Petit Palais.
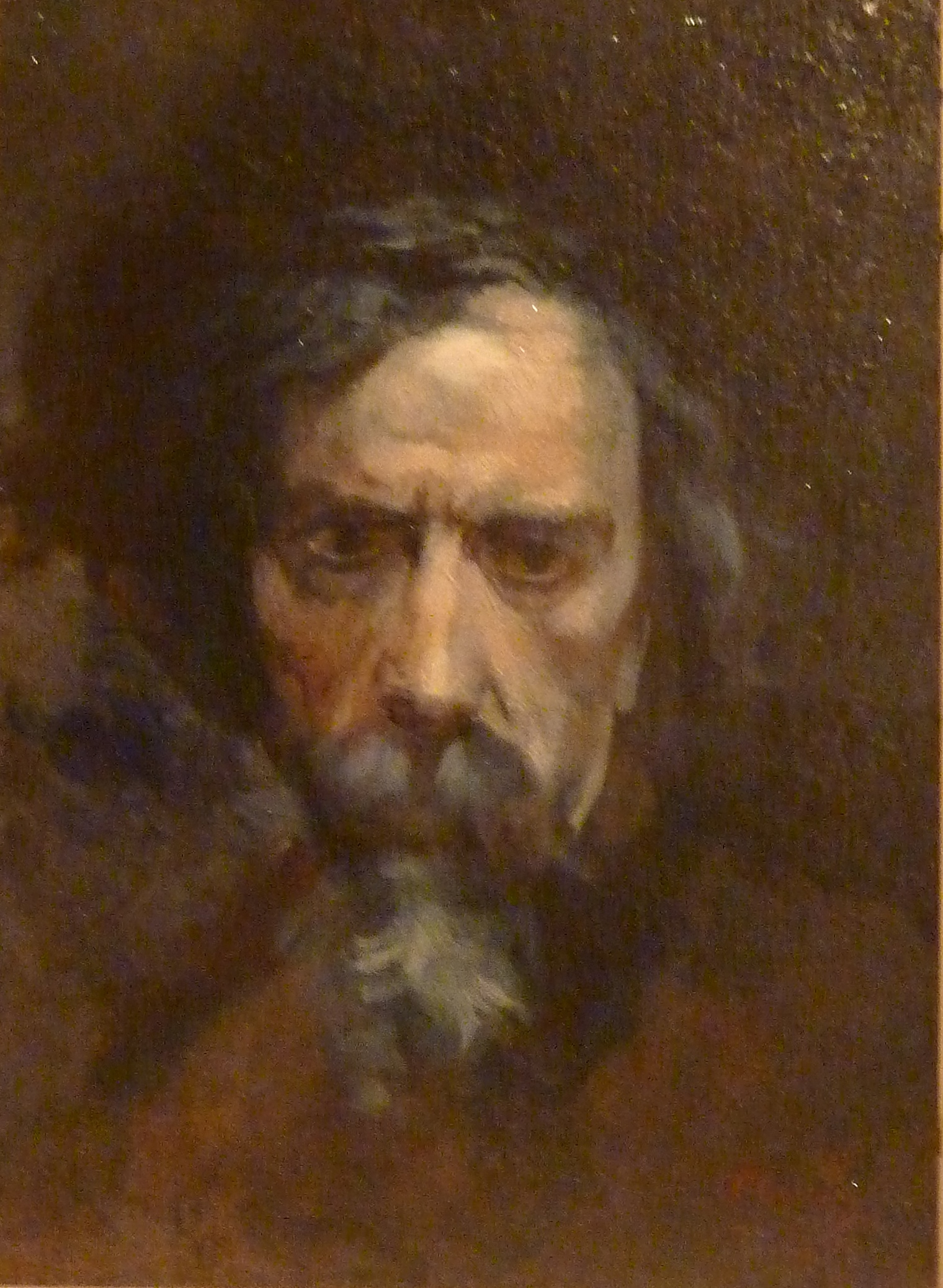
Autoportrait (1874), óleo sobre lienzo, París, Museo de Orsay.
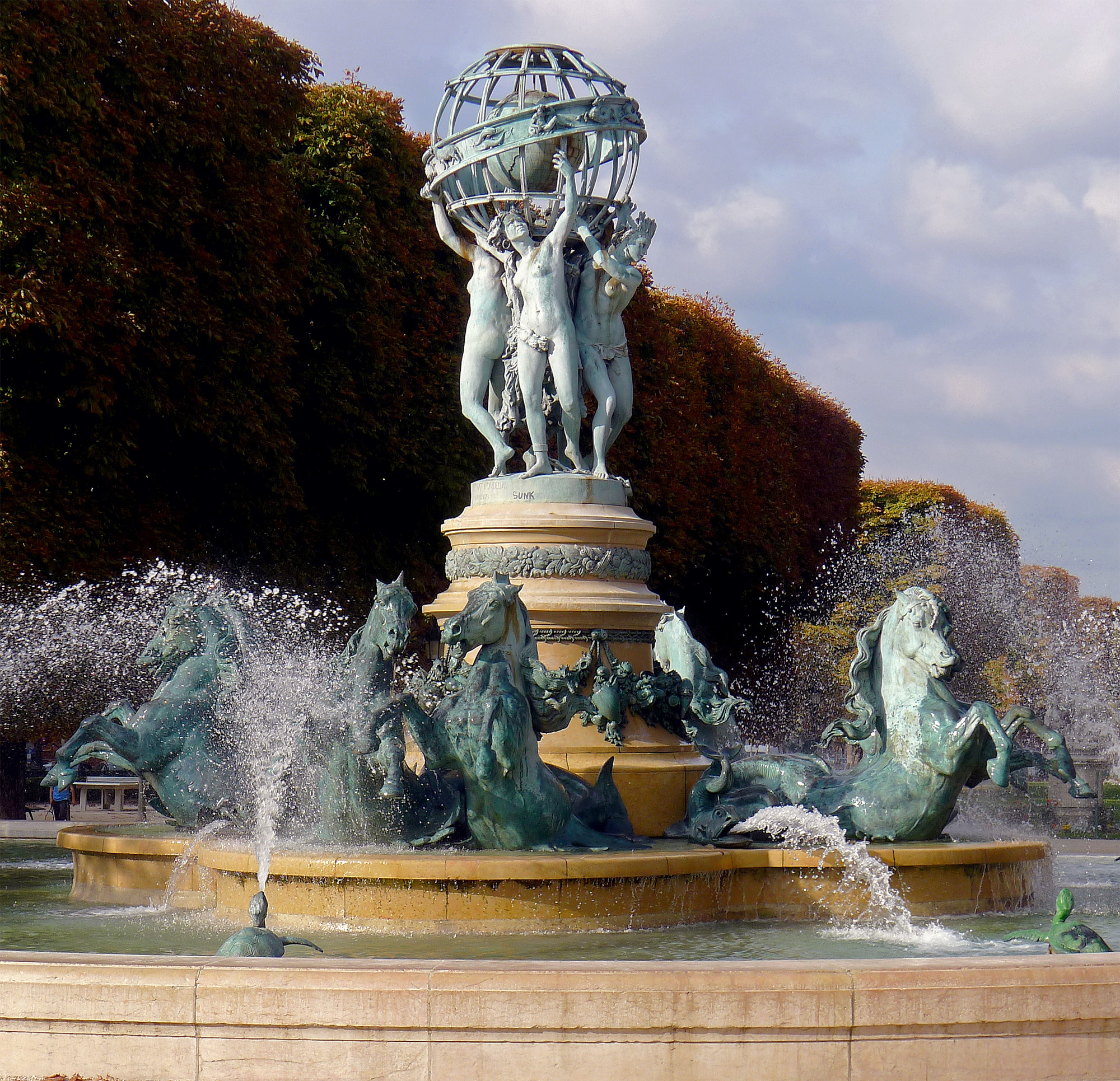
Fontaine des Quatre-Parties-du-Monde (1868-1872), bronce, París, Jardines de Luxemburgo.